# سنديان نجمي
سنديان نجمي أو سنديان البريد أو سنديان حديدي (الاسم العلمي: Quercus stellata)، نوع نبات من جنس السنديان وفصيلة الزانية. أعطانه أمريكا الشمالية. بطيئ النمو يعيش في التربة الجافة والفقيرة، وهو مقاوم للتلف والنار والجفاف.